# モンコル・トッサクライ
モンコル・トッサクライ（タイ語: มงคล ทศไกร、1987年9月5日 - ）は、タイ王国の元サッカー選手、サッカー指導者。元タイ王国代表。現役時代のポジションはFW。

## クラブ歴
クルン・タイ・バンクFCの下部組織出身で2008年にトップチームに昇格した。同クラブではAFCチャンピオンズリーグ2008のグループステージに出場した。
2009年にアーミー・ユナイテッドFCに移籍した。2012年にはPTTラヨーンFCにレンタル移籍した。

## 代表歴
2013年にはスラチャイ・ジャトゥラパッタラポン監督によってAFCアジアカップ2015予選のメンバーに選出された。同年10月のバーレーン代表との親善試合で途中出場し代表初出場。15日に行われたAFCアジアカップ2015予選のイラン代表戦にも出場した。代表初得点は11月のクウェート代表戦で達成した。
2014年11月9日に行われたフィリピン代表との親善試合でも得点。その後の2014 AFFスズキカップにも出場し、優勝メンバーの一員となった。同杯ではシンガポール代表戦で8分に得点を挙げ、最終的には2-1となりアウェーの地で勝利を掴むのに貢献した。彼のこの大会での得点は僅かこの1点に止まったものの、ウィンガーとしては活躍し、特に準決勝第2試合のフィリピン代表戦では相手ゴールを脅かし続けた。
2015年5月には2018 FIFAワールドカップ・アジア2次予選のメンバーに招集され、ベトナム代表戦に出場した。

## 個人成績

### 代表
2018年12月5日現在
| 年           | 出場         | 得点         |
| タイ王国代表 | タイ王国代表 | タイ王国代表 |
| ------------ | ------------ | ------------ |
| 2013         | 3            | 1            |
| 2014         | 7            | 2            |
| 2015         | 9            | 2            |
| 2016         | 9            | 2            |
| 2017         | 6            | 3            |
| 2018         | 7            | 0            |
| 計           | 41           | 10           |

代表での得点一覧
| #   | 日附           | 場所                                                         | 対戦相手         | 得点 | 結果        | 大会                                   |
| --- | -------------- | ------------------------------------------------------------ | ---------------- | ---- | ----------- | -------------------------------------- |
| 1.  | 2013年11月19日 | クウェート市、アル・クウェート・スポーツ・クラブ・スタジアム | クウェート       | 1–2  | 1–3         | AFCアジアカップ2015                    |
| 2.  | 2014年11月9日  | ナコーンラーチャシーマー、80周年スタジアム                   | フィリピン       | 1–0  | 3–0         | 親善試合                               |
| 3.  | 2014年11月23日 | シンガポール、シンガポール・ナショナルスタジアム             | シンガポール     | 1–0  | 2–1         | 2014 AFFスズキカップ                   |
| 4.  | 2015年9月3日   | バンコク、ラジャマンガラ・スタジアム                         | アフガニスタン   | 1–0  | 2–0         | 親善試合                               |
| 5.  | 2015年9月8日   | バンコク、ラジャマンガラ・スタジアム                         | イラク           | 2–2  | 2–2         | 2018 FIFAワールドカップ・アジア2次予選 |
| 6.  | 2016年3月24日  | テヘラン、シャヒード・ダストゲルディ・スタジアム             | イラク           | 1–0  | 2–2         | 2018 FIFAワールドカップ・アジア2次予選 |
| 7.  | 2016年6月3日   | バンコク、ラジャマンガラ・スタジアム                         | シリア           | 2–0  | 2–2(PK:7-6) | キングスカップ                         |
| 8.  | 2017年6月13日  | バンコク、ラジャマンガラ・スタジアム                         | アラブ首長国連邦 | 1–0  | 1–1         | 2018 FIFAワールドカップ・アジア3次予選 |
| 9.  | 2017年7月14日  | バンコク、ラジャマンガラ・スタジアム                         | 北朝鮮           | 1–0  | 3–0         | キングスカップ                         |
| 10. | 2017年10月5日  | マンダレー、マンダラーティエリー競技場                       | ミャンマー       | 3–0  | 3–0         | 親善試合                               |

## タイトル

### 代表
- 東南アジアサッカー選手権: 2014, 2016
- キングスカップ: 2016, 2017